# Rue de Saint-Simon
Pour l’article homonyme, voir Route de Saint-Simon.
La rue de Saint-Simon est une voie du 7e arrondissement de Paris, en France.

## Situation et accès
La rue de Saint-Simon est une voie située dans le 7e arrondissement de Paris. Elle débute au 213 bis-215, boulevard Saint-Germain et se termine au 90, rue de Grenelle.
Le quartier est desservi par la ligne 12 à la station Rue du Bac.

## Origine du nom

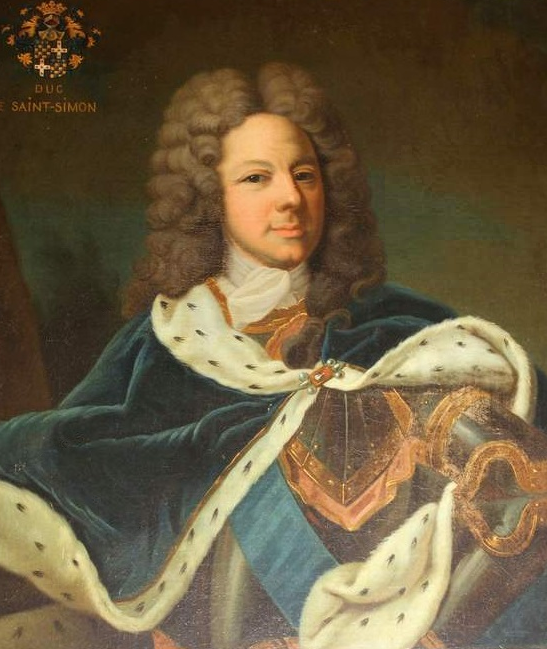
Portrait de Saint-Simon par Jean-Baptiste van Loo (1728, détail).

Elle porte le nom du mémorialiste français Louis de Rouvroy, duc de Saint-Simon (1675-1755), célèbre par ses Mémoires, qui avait son hôtel dans le voisinage.

## Historique
Cette voie, ouverte par une ordonnance du 19 mars 1823 sous le nom de « passage Sainte-Marie » avant de devenir  « rue de la Visitation » ou « rue des Dames de la Visitation », est totalement exécutée en 1877 pour le tronçon compris entre la rue Paul-Louis-Courier et le boulevard Saint-Germain et prend sa dénomination actuelle par un arrêté du 16 août 1879.
En octobre 1896, à l'occasion de leur visite en France, le tsar russe Nicolas II et son épouse Alexandra passent par la rue de Saint-Simon, l'ambassade de Russie étant située non loin. Pour l'occasion, des portiques garnis de fleurs sont érigés et les habitants installent des drapeaux à leurs fenêtres.

## Bâtiments remarquables et lieux de mémoire
- No 2 : ancien hôtel particulier construit entre 1879 et 1885 par les architectes Vaucheret et Potier, sur une partie des terrains de l'hôtel de Chastillon disparu à cause de l'élargissement du boulevard Saint-Germain. De style néo-gothique, il est situé à l'angle avec le boulevard où il a une autre entrée au no 215 de ce dernier. Il est en partie occupé entre 1882 et 1888 par la Société historique ou Cercle Saint-Simon. C'est grâce à l'hospitalité de cette société que l'Alliance française y est créée le 21 juillet 1883. Le médecin Anatole Chauffard (1855-1932) y demeure en 1906[3]. Rolf de Maré, le fondateur de la Compagnie des ballets suédois, en occupe un des appartements à partir de 1923. Andrée Joly, qui forma avec son mari Pierre Brunet le couple de patinage artistique le plus célèbre d'avant-guerre, y installe son école de danse. En 1942, on y trouve également le siège du journal Comœdia[4]. L'Institut des sciences politiques y localise au rez-de-chaussée à partir de 1983 quelques-uns de ses cours, laissant ensuite la place au Collège des ingénieurs, qui s'y installe en 2009.
- No 11 : résidence du sculpteur Jean-Marie Bonnassieux (1810-1892)[5] puis résidence-atelier du peintre Olivier Debré (1920-1999)[6].
- No 15 : le chansonnier Pierre-Jean Vaillard (1918-1988) réside à cette adresse dans les dernières années de sa vie[7].
- No 16 : dernier domicile parisien des peintres Sonia et Robert Delaunay[8] (une plaque leur rend hommage), où vécut également l’artiste peintre Sabine Hettner.

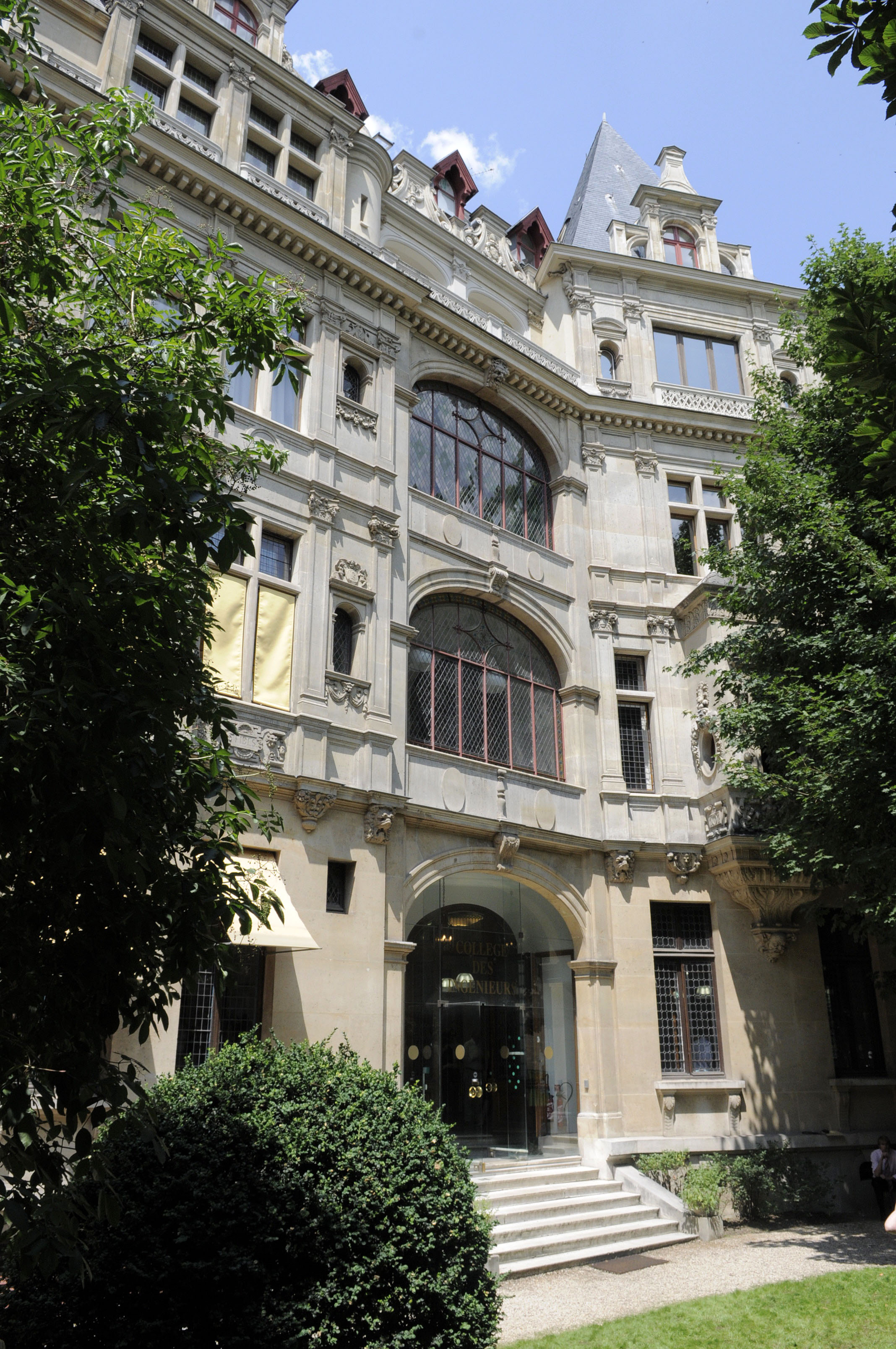
No 2.
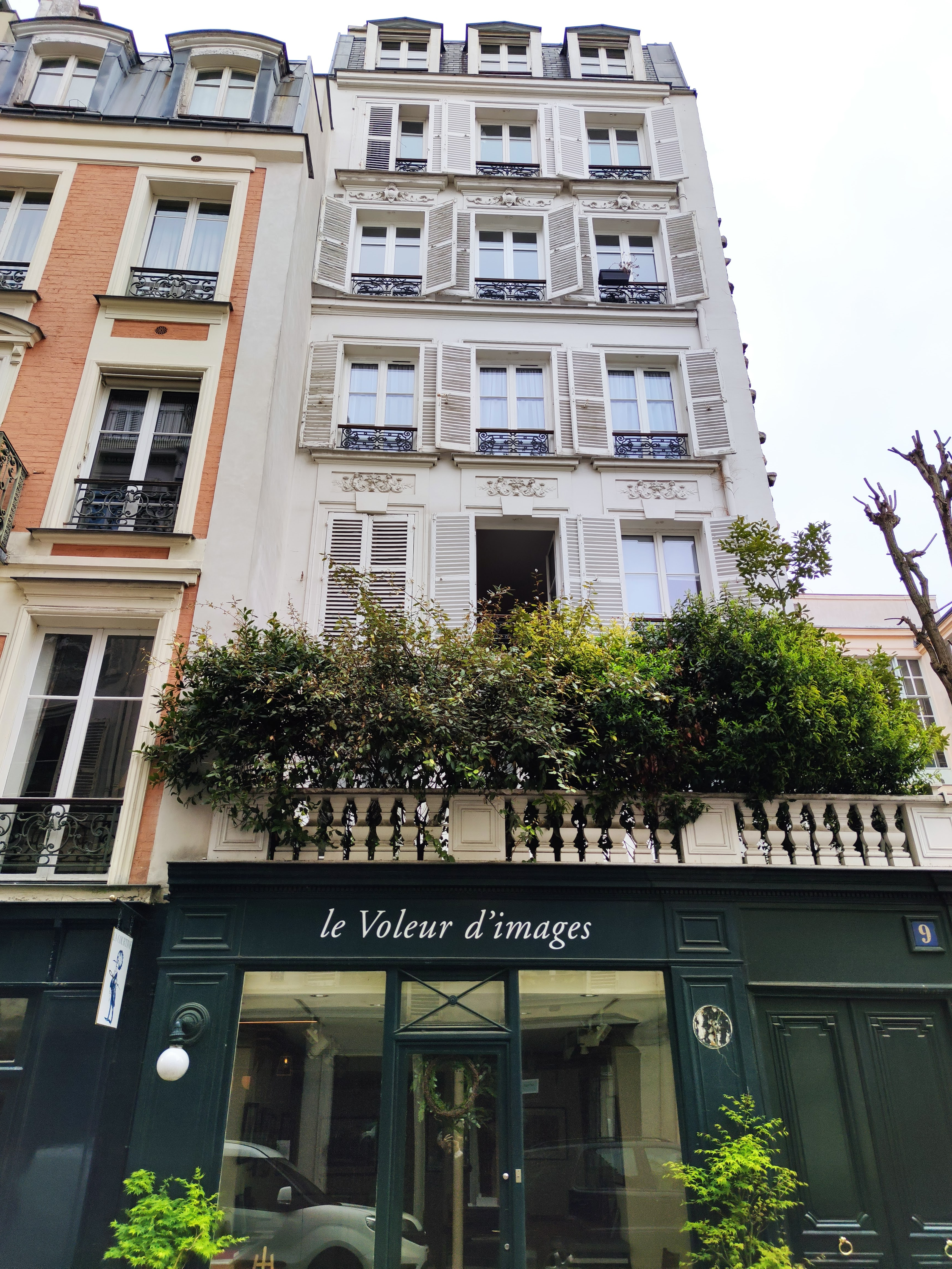
No 9.
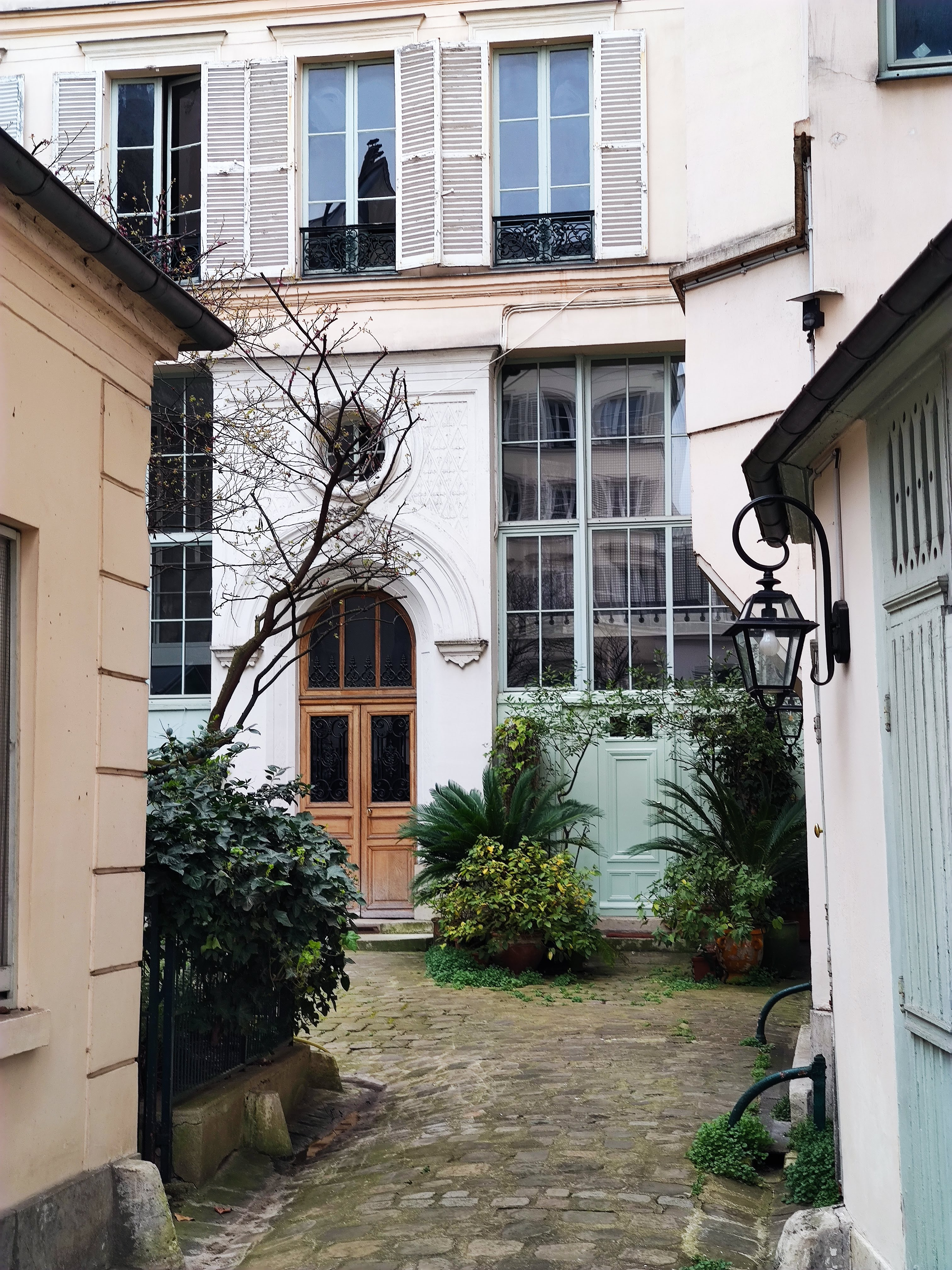
No 11.

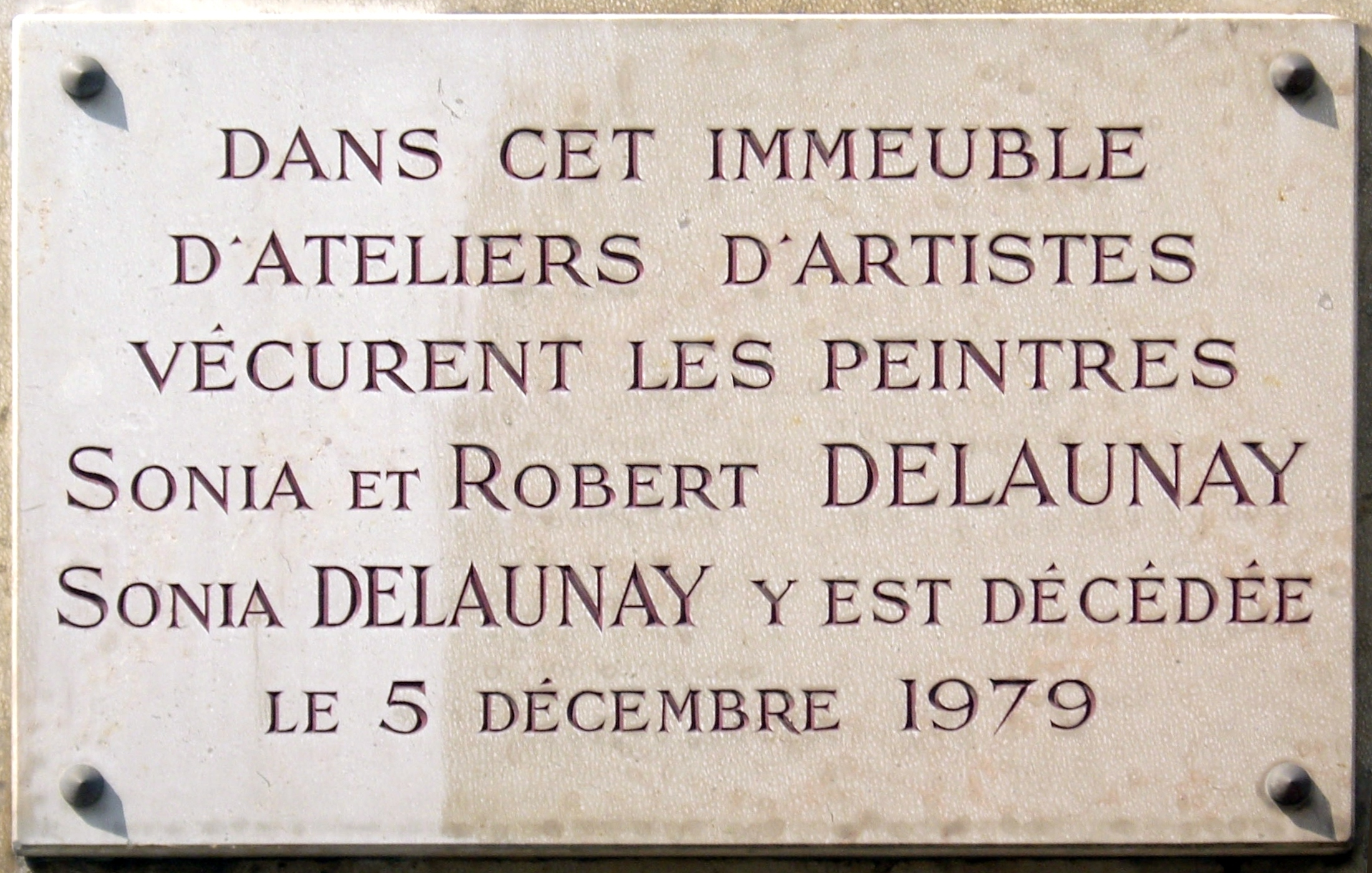
No 16 : plaque.
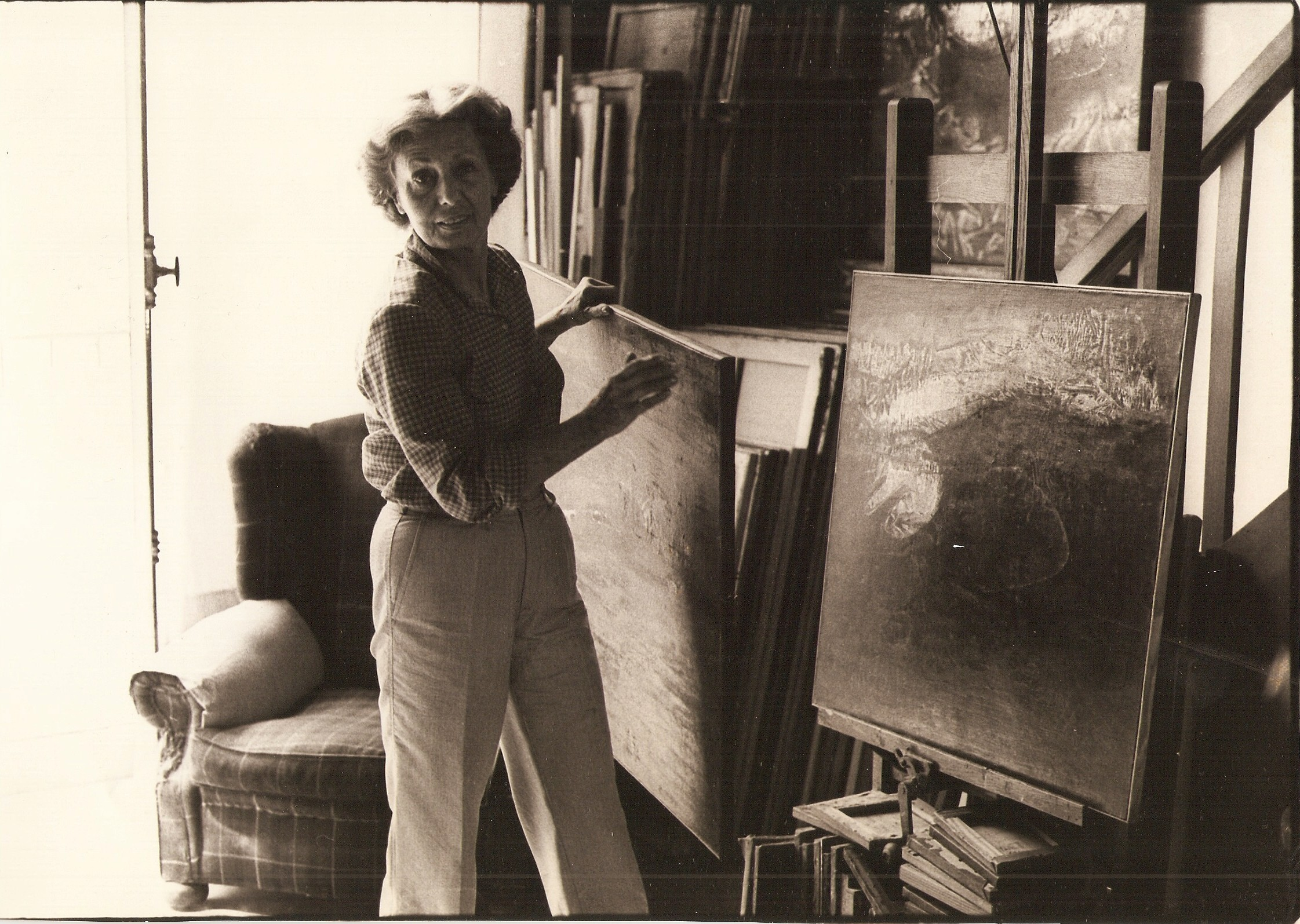
Photo de Sabine Hettner dans son atelier rue de Saint-Simon.